# 코파 델 프레시덴테 데 라 레푸블리카 1932
코파 델 프레시덴테 데 라 레푸블리카 1932(스페인어: Copa del Presidente de la República de Fútbol 1932)는 스페인의 최상위 축구 컵대회의 30번째 시즌이다.
이 대회는 1932년 4월 10일에 시작하여, 1932년 6월 19일에 마드리드의 차마르틴에서 열린 결승전으로 막을 내렸다. 아틀레틱 빌바오는 통산 12번째이자 3년 연속 우승을 달성했다.

## 참가 구단
이전과 마찬가지로, 구단들은 지역 선수권 성적에 따라 대회 참가 자격을 획득했다.
- 안달루시아 주: 세비야, 베티스
- 아스투리아스 주–칸타브리아 주: 오비에도, 스포르팅 히혼, 라싱 산탄데르
- 발레아레스 제도: 마요르카
- 카나리아 제도: 테네리페
- 카탈루냐 주: 바르셀로나, 에스파뇰, 주피테르
- 에스트레마두라 주: 돈 베니토
- 갈리시아 주: 셀타 비고, 데포르티보
- 기푸스코아 도–나바라 주–아라곤 주: 우니온 클루브, 도노스티아, 로그로뇨, 오사수나
- 무르시아 주: 무르시아, 임페리알
- 중부-아라곤 주: 마드리드, 아틀레틱 마드리드, 바야돌리드 데포르티보, 나시오날 마드리드
- 발렌시아 주: 발렌시아, 카스테욘
- 비스카이아 도: 아틀레틱 빌바오, 알라베스, 아레나스 게초

## 32강전
1차전은 1932년 4월 10일에 진행되었다. 2차전은 1932년 4월 17일에 진행되었다.
| 팀 1                  | 합계 | 팀 2              | 1차전 | 2차전 |
| --------------------- | ---- | ----------------- | ----- | ----- |
| 아틀레틱 마드리드     | 2–2  | 로그로뇨          | 1–0   | 1–2   |
| 세비야                | 3–4  | 도노스티아        | 3–2   | 0–2   |
| 주피테르              | 3–7  | 나시오날 마드리드 | 2–1   | 1–6   |
| 알라베스              | 4–2  | 오사수나          | 3–1   | 1–1   |
| 라싱 산탄데르         | 4–6  | 데포르티보        | 4–1   | 0–5   |
| 테네리페              | 2–5  | 베티스            | 1–1   | 1–4   |
| 셀타 비고             | 22–0 | 돈 베니토         | 9–0   | 13–0  |
| 바야돌리드 데포르티보 | 2–3  | 발렌시아          | 1–1   | 1–2   |
| 오비에도              | 2–2  | 아레나스 게초     | 2–0   | 0–2   |
| 임페리알              | 3–8  | 스포르팅 히혼     | 0–3   | 3–5   |
| 카스테욘              | 5–3  | 무르시아          | 3–0   | 2–3   |
| 마요르카              | 2–9  | 에스파뇰          | 1–1   | 1–8   |

바르셀로나, 마드리드, 우니온 클루브, 그리고 아틀레틱 빌바오는 부전승으로 16강에 진출하였다.
- 승자 결정전

| 팀 1              | 결과 | 팀 2     |
| ----------------- | ---- | -------- |
| 아틀레틱 마드리드 | 1–0  | 로그로뇨 |
| 아레나스 게초     | 4–2  | 오비에도 |

## 16강전
1차전은 1932년 5월 8일에 진행되었다. 2차전은 1932년 5월 15일에 진행되었다.
| 팀 1              | 합계 | 팀 2              | 1차전 | 2차전 |
| ----------------- | ---- | ----------------- | ----- | ----- |
| 나시오날 마드리드 | 2–3  | 셀타 비고         | 2–1   | 0–2   |
| 데포르티보        | 3–2  | 마드리드          | 2-0   | 1–2   |
| 알라베스          | 7–7  | 아틀레틱 마드리드 | 7–1   | 0–6   |
| 우니온 클루브     | 2–7  | 아틀레틱 빌바오   | 1–3   | 1–4   |
| 카스테욘          | 3–11 | 도노스티아        | 2–3   | 1–8   |
| 아레나스 게초     | 3–5  | 스포르팅 히혼     | 2–3   | 1–2   |
| 베티스            | 2–4  | 에스파뇰          | 2–1   | 0–3   |
| 바르셀로나        | 5–2  | 발렌시아          | 2–0   | 3–2   |

- 승자 결정전

| 팀 1     | 결과 | 팀 2              |
| -------- | ---- | ----------------- |
| 알라베스 | 3–1  | 아틀레틱 마드리드 |

## 8강전
1차전은 1932년 5월 22일에 진행되었다. 2차전은 1932년 5월 29일에 진행되었다.
| 팀 1            | 합계 | 팀 2       | 1차전 | 2차전 |
| --------------- | ---- | ---------- | ----- | ----- |
| 아틀레틱 빌바오 | 5–2  | 알라베스   | 2–0   | 3–2   |
| 바르셀로나      | 2–1  | 도노스티아 | 1–0   | 1–1   |
| 스포르팅 히혼   | 0–3  | 셀타 비고  | 0–0   | 0–3   |
| 데포르티보      | 3–9  | 에스파뇰   | 3–3   | 0–6   |

## 준결승전
1차전은 1932년 6월 5일에 진행되었다. 2차전은 1932년 6월 12일에 진행되었다.
| 팀 1            | 합계 | 팀 2      | 1차전 | 2차전 |
| --------------- | ---- | --------- | ----- | ----- |
| 아틀레틱 빌바오 | 12–1 | 에스파뇰  | 8–1   | 4–0   |
| 바르셀로나      | 4–2  | 셀타 비고 | 3–0   | 1–2   |

## 결승전
| 아틀레틱 빌바오 | 1–0 | 바르셀로나 |
| --------------- | --- | ---------- |
| 바타 55′        |     |            |

| 코파 델 프레시덴테 데 라 레푸블리카 1932 우승 |
| --------------------------------------------- |
| 아틀레틱 빌바오 12번째 우승                   |